# Anoplophora lurida
Anoplophora lurida är en skalbaggsart som först beskrevs av Francis Polkinghorne Pascoe 1857.  Anoplophora lurida ingår i släktet Anoplophora och familjen långhorningar.
Artens utbredningsområde är Taiwan. Inga underarter finns listade i Catalogue of Life.